# Bernard Decaux
Pour les articles homonymes, voir Decaux.
Bernard François Decaux, né le 6 novembre 1899 à Lisieux et mort le 8 février 1981 à Issy-les-Moulineaux, est un physicien français. Il a principalement étudié la mesure du temps.
Il fait ses études à l’École polytechnique (X1920S) après sa démobilisation.
Il a été élu à l'Académie des Sciences le 7 février 1966 en section de géographie et navigation, puis transféré en 1976 dans la nouvelle section des sciences de l'univers. Il a également été président de la Société chronométrique de France.